# 杜伊斯堡-埃森大学
杜伊斯堡-埃森大学（德語：Universität Duisburg-Essen，简称Uni DuE）是在2003年1月1日由杜伊斯堡大学（Gerhard Mercator Universität Duisburg）和埃森大学（Universität Gesamthochschule Essen）联合组建的。目前拥有在册学生39,153人（截止2012年），是学生数量位列德国前十的高校。

## 历史

### 埃森校区历史
1972年创立的埃森大学曾是首家尝试把职业教育、学术专门教育和科研一体化的大学。埃森大学的专业设置广泛，既有面向实际的专科科目，也有侧重学术化的大学科目。
大学生活的中心是靠近市区、有着众多宏伟的水泥建筑的校园。约2万名学生中，很多人都是走读，他们天天穿梭于整个鲁尔区，只有在必要的时间里才在教室和图书馆里逗留。这里的学生生活场景不同于明斯特或者弗莱堡那样的城市画面——复印店、咖啡馆和酒吧。

### 杜伊斯堡校区历史
杜伊斯堡最早的大学于1655年正式成立，有四个传统的学院：法学、哲学、医学和神学。经过163年的发展之后，它与在波恩新成立的大学合并。1972年，杜伊斯堡重新成为一个大学城；新的大学以著名的地质学家及宇宙学专家命名，他生活在杜伊斯堡，他的新技术——将地球表面反射到地图上，使宇航员更能准确地驾驶宇宙飞船在太空勘查。他的地球和太空一体说举世闻名，他还建立了全世界地图组成的“地图册”这个概念。　

### 两校合并
2001年杜伊斯堡大学又与著名的埃森大学（Uni-Essen）合并，合并后有3萬多名注册大学生（包括2千多名外国留学生），其规模、专业更是居全州之首。现已正式更名为：杜伊斯堡—埃森大学，是一所新型的、现代化的综合大学，拥有先进的教学设施、经验丰富的教授及学生住校的住宿条件。通过合并，两校在专业设置上可以互补，如埃森大学的医学专业是杜伊斯堡大学所没有的，反之杜伊斯堡大学的哲学专业也是埃森大学所欠缺的，同时学术交流可以更加密切，总之双方的综合实力都能增强。
杜伊斯堡—埃森大学在新的信息学专业和应用信息学专业外，还将基於应用通信与媒体学的基础上，增设应用通信与媒体学学士／硕士专业，就读者既可在获得学士学位后毕业，也可以继续攻读硕士。该专业具有信息、心理、文学研究和社会等多学科组合的特点；学生可以学到「信息学与新媒体」、「通信」、「语言和文学」及「人类与公共关系」等领域的專業行为能力。这个新专业的创新之处在于把信息技术与人文知识结合在一起。
另外，杜伊斯堡—埃森大学还开设应用信息学专业，学生除了须牢固掌握信息学和与信息相关的数学基础知识外，还要学习电子技术及经济学的基础知识。在专业学习阶段，要加深数据库、人工智能、编程语言和编程器、科学计算、交互式人机通信方面的知识；根据不同的兴趣和爱好，还可以另外选择应用性课程，如模型识别、图形与语言处理、信息系统模拟与建立模型（设计、建立、优化）、支持性信息系统和传感系统。包括完成硕士论文时间在内，学习期限为9个学期。
由于该校处在欧洲最发达的工业中心，所开展的科研项目目标也针对企业界，许多的科研活动也是与其他研究机构和国內外的企业合作。该校的学者还经常受邀至国内、外展示他们的科研成果；学术奖和其他荣誉奖项在大学里开展，有效推动了科研的发展。其结果是：不断增加的科研成果，无论是公共或是私人的发明创造、科研成果在大学教师之间曾出不穷，蔚然成风，同时企业和商业界对此也表现了浓厚的兴趣。因此，杜伊斯堡—埃森大学也成为各种会议和世界各地科学家和学者聚集的中心。杜伊斯堡—埃森大学的图书馆拥有100多万册藏书、3600册期刊杂志，并不断加入大量的电子書、电子杂志、电子论文和多媒体材料；该图书馆还是德國標準化學會（DIN）和欧盟文献资料储备处。

## 研究方向
杜伊斯堡-埃森大学的研究方向主要是以下几个重点：
- 城市系统：、物流和交通
- 的基础和应用
- 分子医学、医学生物技术和医学管理
- 教育研究学和21世纪教育（方向：自然科技课程、继续教育研究、透過多媒體學習），在生物化学领域尤其是畜牧学领域有着强大的研究开发实力

## 著名教授和校友
- Hélène Esnault，数学家，2003年莱布尼茨奖获得者
- Gerhard Frey，数学家
- Jan-Dirk Herbell，环境学家，长期致力于中国留学生的交流教育工作
- Klaus Klemm，教育学家
- Karl-Rudolf Korte，政治学家
- Michael Schreckenberg，交通研究员
- Holger Schwichtenberg，作家
- Eckart Viehweg，数学家、莱布尼茨奖获得者
- Dieter Cassel，经济学家和社会政治协会董事会成员
- Jim Gong，计算机科学家，长期致力于中国留学生的社交能力教育工作

## 专业方向
杜伊斯堡-埃森大学是由以下学院组成：
- 人文学院
- 社会学院
- 教育学院
- 艺术与设计学院
- 经济学院
- 商学院（Mercator School of Management）
- 化学院
- 物理学院
- 数学院
- 生物与地理学院
- 工程学院
- 建筑学院
- 医学系和大学医院

## 课程设置
| - 荷兰语 - 英语语言（大不列颠/英联邦） - 英语（美国） - 通讯科学 - 教育媒介 - 德语研究：语言与文化、历史 - 科学与艺术设计理论 - 文化与实际媒体研究 - 哲学 - 西班牙语言与文化 - 国际关系与发展政策 - 公共管理 - 社会工作 - 社会学 - 城市文化 - 自动化与控制工程 - 自动化工程与管理 - 土木工程 - 电子与电子工程 - 电子技术与信息技术 - 工业工程学 - 国际工程研究 - 水与废水管理技术 - 机械与设备制造 - 机械工程学 - 公共运输管理 - 城市可持续发展技术 - 技术物理 - 应用计算机科学 - 通讯与媒体科技应用 - 计算力学 - 计算机工程 - 计算机科学与通讯工程 - 信息系统 - 数学 - 医学生物学 - 药品学 - 化学 - 环境毒理学 - 物理 - 跨国生态系统水资源管理 - 水学 - 艺术与设计科学 - 商业管理 - 工商管理：能源与金融 - 工商管理：健康管理 - 经济政策 - 信息系统 - 物流管理 - 政治经济学 - 公共运输管理 | - 计算机科学与通讯工程 - 当代东亚研究 - 发展与治理 - 欧洲成人教育 - 国际关系与发展政策 - 公共管理 - 社会工作 - 社会学 - 城市文化 - 自动化与控制工程 - 自动化工程与管理 - 土木工程 - 电子与电子工程 - 电子技术与信息技术 - 工业工程学 - 国际工程研究 - 水与废水管理技术 - 机械与设备制造 - 机械工程学 - 冶金与金属成型 - 公共运输管理 - 城市可持续发展技术 - 技术物理 - 计算机应用系统工程学 - 应用计算机科学 - 通讯与媒体科技应用 - 计算力学 - 计算机工程 - 计算机科学与通讯工程 - 信息系统 - 数学 - 健康管理 - 医学生物学 - 药品学 - 化学 - 环境毒理学 - 物理 - 跨国生态系统水资源管理 - 水学 - 艺术与设计科学 - 英语语言（大不列颠/英联邦） - 英语（美国） - 基督教研究 - 通讯科学 - 教育媒介 - 法语与法国文化 - 德语研究：语言与文化 - 历史 - 科学与艺术设计理论 - 文化与实际媒体研究 - 哲学 - 西班牙语言与文化 - 商业管理 - 工商管理：能源与金融 - 工商管理：健康管理 - 经济政策 - 信息系统 - 物流管理 - 政治经济学 - 公共运输管理 |

## Mercator 商业学院
Mercator 商业学院是于2005年10月14日在杜伊斯堡校区成立的。它是第一所在德国国立大学里的，英美式的示范性商业学院，着重于工商管理领域。